# 陆德铭
陆德铭（1935年—2023年1月3日），男，浙江平湖人，中国中医学家，曾任上海中医学院教授、主任医师、博士生导师。